# Rosani Reis
Rosani Reis ist eine brasilianische Sängerin, die Jazzmusik mit brasilianischer Folklore (vom Samba über Bossa Nova, Chorinho, Baiao, Maracatu und Jongo bis hin zur Musik der Indios) verbindet.

## Wirken
Reis, die ein Studium als Diplompsychologin absolviert hat, studierte ab 1980 in ihrer Heimatstadt Belo Horizonte, Gesang, Klavier und Schauspiel. Seit 1984 gab sie Konzerte, spielte Rundfunk- und Plattenaufnahmen ein und tourte mit der Band Sagrado Coração da Terra durch Brasilien. Bekannt wurde sie als Interpretin des Titelsongs der Telenovela Pantanal.
1990 übersiedelte sie nach Deutschland, wo sie an der Folkwang-Hochschule Jazzgesang studierte. Sie arbeitete mit Musikern wie Uli Beckerhoff, Bruno Castellucci und Norma Winstone und trat mit einer eigenen Band auf. 1992 erschien ihr Debütalbum Cafuso. 2001/2 entstand, unter anderem mit David Friedman, das Album Mosaico.
Im Duo mit dem Gitarristen Paulo Noronha führte Reis Musik von Tom Jobim, Baden Powell, Egberto Gismonti, Hermeto Pascoal und anderen auf. Weiterhin leitet sie das Vokalquartett Chocolate com Laranja (mit Yma América aus Venezuela, Carolina Riaño aus Kolumbien und Christina Plein aus Deutschland), mit dem sie unter anderem Kompositionen von Ari Barroso, Ernesto Nazareth und Milton Nascimento aufführte. Reis ist Dozentin an der Folkwang-Hochschule und leitet daneben zahlreiche Workshops.

## Diskographie
- Sagrado Coração da Terra: Flecha, 1987
- Sagrado Coração da Terra: Farol Da Liberdade, 1990
- Cafuso, 1992
- Sagrado Coração da Terra: Grand Espírito, 1993
- Uli Beckerhoff: La Voce (mit Norma Winstone, Giacomo Di Benedetto, und Hartmut Kracht), 1996
- Mosaico, 2002
- De Onde Vem O Tambor, 2014